# Benedykt Gugała
Benedykt Jerzy Gugała (ur. 15 kwietnia 1925 w Warszawie, zm. 18 kwietnia 2018) – polski lekkoatleta, długodystansowiec.

## Życiorys
W chwili wybuchu II wojny światowej był uczniem Gimnazjum  im. Władysława IV w Warszawie. W 1941 zaczął działać w konspiracji pod pseudonimem „Benek”. Wstąpił do Związku Jaszczurczego przekształconego następnie w Narodowe Siły Zbrojne. W chwili wybuchu powstania warszawskiego znajdował się na Pradze i w walkach nie wziął udziału.
Po wojnie zamieszkał w Krakowie. Uprawiał wyczynowo lekkoatletykę. Specjalizował się w biegach długodystansowych. Zajął 13. miejsce w biegu maratońskim podczas Międzynarodowych Igrzysk Sportowej Młodzieży w 1955 w Warszawie.
Dziewięciokrotnie ustanawiał rekordy Polski: dwukrotnie w maratonie czasem 2:36:41,1 (23 października 1955 w Łodzi) i 2:35:48,0 (15 sierpnia 1956 w Warszawie), w biegu na 20 000 metrów wynikiem 1:05:24,2 (22 listopada 1955 w Krakowie), dwukrotnie w biegu na 25 000 metrów wynikiem 1:28:14,4 (17 października 1954 w Krakowie) i 1:26:17,8 (14 września 1959 w Krakowie), dwukrotnie w biegu na 30 000 metrów czasem 1:47:56,0 (17 października 1954 w Krakowie) i 1:46:12,0 (28 października 1962 w Krakowie) oraz dwukrotnie w biegu godzinnym wynikiem 18 332,13 m (12 czerwca 1955 w Toruniu) i 18 400,20 m (12 listopada 1955 w Krakowie).
Był dwukrotnym mistrzem Polski w maratonie (1955 i 1956) oraz raz w biegu godzinnym (1955). Dwukrotnie zdobywał srebrne medale w maratonie (1959 i (1964) dwukrotnie brązowe medal w maratonie (1957 i (1960) i raz w biegu przełajowym na 12 kilometrów (1955). pięciokrotnym brązowym medalistą (1955, 1958, 1959, 1961 i 1962) w maratonie. Zdobył również brązowy medal halowych mistrzostw Polski w 1954 w chodzie na 10 kilometrów.
Został pochowany na cmentarzu Batowickim w Krakowie (kw. CCXXV-płd.-9).

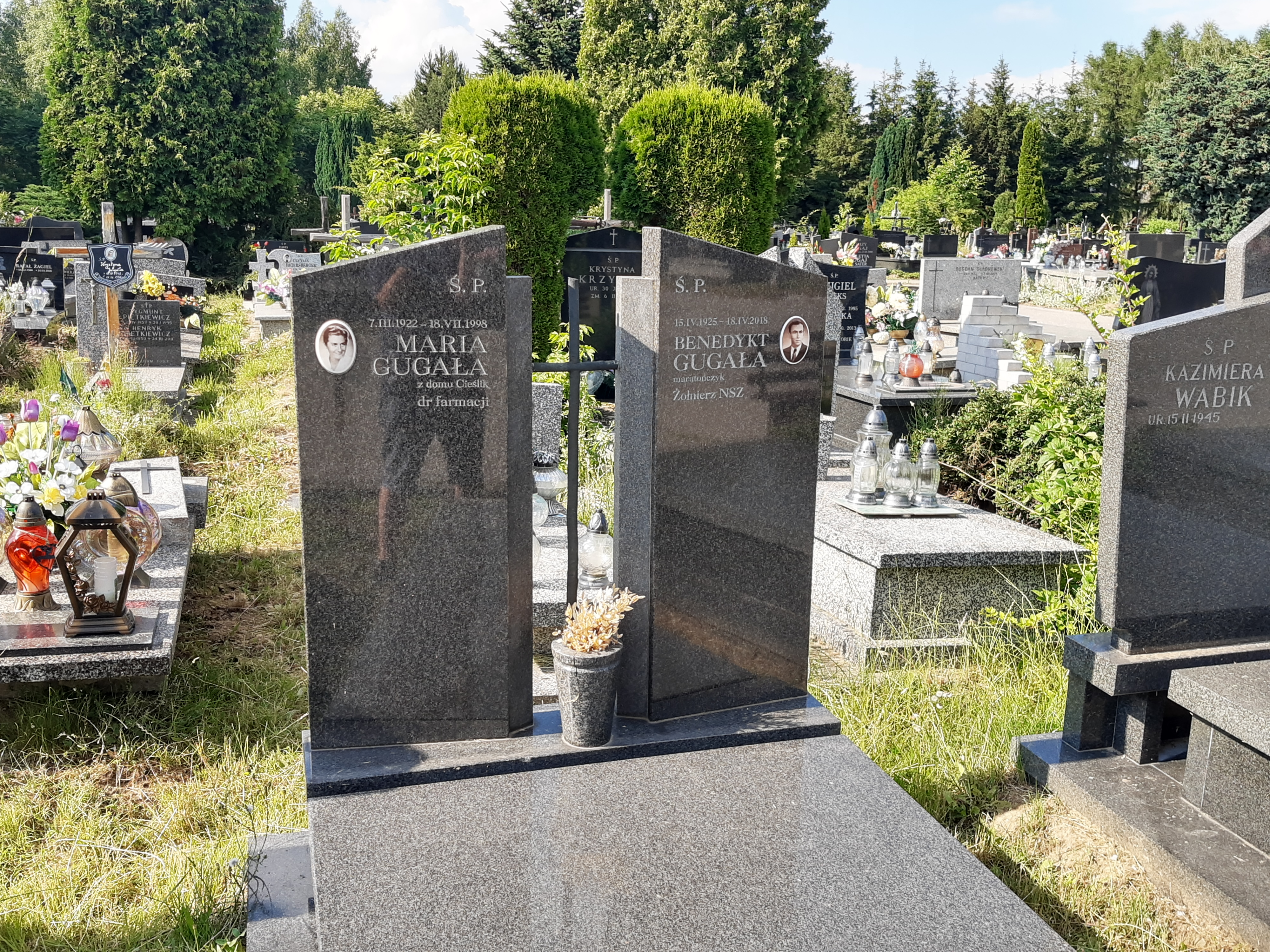
Grób Benedykta Gugały na Cmentarzu Prądnik Czerwony

## Rekordy życiowe
Źródło:
| Konkurencja                        | Data i miejsce            | Wynik       |
| ---------------------------------- | ------------------------- | ----------- |
| bieg na 3000 metrów                | 6 maja 1956, Kraków       | 8:51,0      |
| bieg na 5000 metrów                | 2 lipca 1960, Gdańsk      | 15:08,4     |
| bieg na 10 000 metrów              | 26 września 1959, Poznań  | 31:25,6     |
| bieg na 20 000 metrów              | 27 maja 1956, Wrocław     | 1:05:24,4   |
| bieg maratoński                    | 15 lipca 1956, Warszawa   | 2:35:48,0   |
| bieg godzinny                      | 20 listopada 1955, Kraków | 18 400,20 m |
| bieg na 3000 metrów z przeszkodami | 1960                      | 9:49,6      |